# Церква Христа Царя (Добрівляни)
Церква Христа Царя в Добрівлянах — парафія і храм греко-католицької громади Заліщицького деканату Бучацької єпархії Української греко-католицької церкви в селі Добрівляни Чортківського району Тернопільської области.
Оголошена пам'яткою архітектури місцевого значення (охоронний номер 515).

## Історія церкви
Про найдавнішу церковну споруду села Добрівляни, Церкву Воскресіння Христа, згадується у документах 1700 року. У 1767 році була збудована дерев'яна церква, розташована за три кілометри від головного храму. Тоді жителі села належали до греко-католицької парафії міста Заліщики.
Згідно з переказами, друга церква в Добрівлянах з'явилася несподівано: її принесли води Дністра під час великої повені з-під Галича.
Новий храм УГКЦ будували протягом 1934—1943 років. У 1946–1991 роках парафія належала до РПЦ, але у 1991 році вона знову повернулася в лоно УГКЦ.
Парафію відвідували численні владики, зокрема: Верховний архієпископ УГКЦ Мирослав Любачівський, Софрон Дмитерко, Іриней Білик, Василій Семенюк та Димитрій Григорак.
На місці старої церкви збудували капличку, де на свято Воскресіння Христового відправляють Святу Літургію. Також є капличка при в'їзді в село та 11 пам'ятних хрестів, встановлених на згадку про різні події.
При парафії діють: братство «Апостольство молитви» та спільнота «Матері в молитві».

## Парохи
- о. Роман Добрянський (1935—1944),
- о. Йоан Чукур (1935—1944),
- о. Ігнатій Заяць (1946—1957),
- о. Михайло Нагірняк (1957—1962),
- о. Іван Синятович (1962—1965),
- о. Олексій Блашків (1965—1968),
- о. Петро Федишин (1968—1982),
- о. Богдан Срібняк (1982—1991),
- о. Петро Двірник (1991—1993),
- о. Василь Черничук (з 12 лютого 1993).